# Lac des Mêlées
Le Lac des Mêlées (Lago delle Mischie ou delle Miste en italien) est un bassin lacustre artificiel situé à 904 mètres d'altitude à cheval sur la commune de Trivero et les hameaux montagneux des villes de Camandona et Vallanzengo, toutes situées dans la Province de Biella.

## Géographie

### Le lac
La digue des Mêlées barre le torrent Sessera à l'endroit où celui-ci reçoit en rive gauche l'apport de la Dolca, le plus important affluent de son tronçon montagneux. Le lac qui en découle possède une forme fourchue et légèrement plus en hauteur la digue se divise en deux branches : la plus longue est dirigée vers le sud-ouest et suit le cours de la Sessera tandis que le second se dirige à l'inverse vers le nord-ouest en suivant le cours de la Dolca.

### La digue
Le barrage, haut de 44 mètres, fut construit par la famille Zegna, une grande famille d'entrepreneurs italiens, afin d'alimenter la centrale hydroélectrique du Piancone et de produire l'énergie nécessaire au fonctionnement de leurs industries basées à Trivero. Depuis le barrage part en effet une conduite forcée longue de quatre kilomètres reliant le lac artificiel à la centrale électrique. La centrale du Piancone fut inaugurée le 10 décembre 1938 par le ministre des travaux publics d'alors, Giuseppe Cobolli Gigli, en même temps que la route panoramique Zegna. Le lac est aujourd'hui géré par les Sistemi di Energia Spa ainsi que par le Consorzio di bonifica della baraggia biellese e vercellese qui veillent à son maintien et à son entretien.

Le second de ces deux gérants soutient depuis les années 1980 un projet pour l'élévation de l'altitude de la digue (et une conséquente augmentation de sa capacité de traitement) afin de mettre en place l'irrigation des zones de riziculture. Un tel projet a suscité de nombreuses polémiques, surtout concernant son éventuel impact sur l'environnement.

## Activités

### Excursions
Une route déblayée partant de Castagnea, un hameau de Portula près de Trivero, passe tout proche du Sanctuaire de la Novareia, descend côtoyer le cours de la Sessera et permet de rejoindre la digue par l'est.

Le lac des Mêlées est rejoint ou effleuré également par un grand nombre de parcours pédestres ainsi que par les chemins de VTT de l'Oasi Zegna.

### Pêche
Dans le lac, on retrouve en général une bonne variété de truites dont une bonne partie semble avoir disparu depuis l'été 2008. La cause avancée serait la grande quantité de déchets déchargés dans le lac ainsi que les nombreuses manœuvres mises en place afin de libérer le lac de ses excès de sédiments.

## Sources
- (it) Cet article est partiellement ou en totalité issu de l’article de Wikipédia en italien intitulé « Lago delle Mischie » (voir la liste des auteurs).